# Roquefort-les-Pins
Pour les articles homonymes, voir Roquefort.
Roquefort-les-Pins est une commune française située dans le département des Alpes-Maritimes en région Provence-Alpes-Côte d'Azur. Ses habitants sont appelés les Roquefortois.

## Géographie

### Localisation
Roquefort-les-Pins est une ville des Alpes-Maritimes se situant à 18 km de Cannes, 17 km de l'aéroport de Nice et 13 km de Grasse.

### Communes limitrophes
| Le Bar-sur-Loup | Tourrettes-sur-Loup        | La Colle-sur-Loup Tourrettes-sur-Loup |
| Le Rouret       | Roquefort-les-Pins         | La Colle-sur-Loup Villeneuve-Loubet   |
| Valbonne Opio   | Valbonne Villeneuve-Loubet | Villeneuve-Loubet                     |

### Géologie et relief
Roquefort-les-Pins est globalement située dans le moyen pays, sur un plateau calcaire entre 200 et 300 mètres en pente ascendante du sud au nord et ponctuée de collines. Ce contexte géographique explique un relatif micro-climat à l'origine de sa notoriété historique. La forêt de pins est prédominante et fait le charme de la commune. La roche est l'autre élément du paysage.

### Sismicité
Commune située dans une zone de sismicité modérée.

### Hydrographie et les eaux souterraines
On y trouve quelques rivières dont la Miagne, un affluent du Loup.

### Climat
Pour des articles plus généraux, voir Climat de Provence-Alpes-Côte d'Azur et Climat des Alpes-Maritimes.
En 2010, le climat de la commune est de type climat méditerranéen franc, selon une étude du Centre national de la recherche scientifique s'appuyant sur une série de données couvrant la période 1971-2000. En 2020, Météo-France publie une typologie des climats de la France métropolitaine dans laquelle la commune est exposée à un climat méditerranéen et est dans la région climatique  Var, Alpes-Maritimes, caractérisée par une pluviométrie abondante en automne et en hiver (250 à 300 mm en automne), un très bon ensoleillement en été (fraction d’insolation > 75 %), un hiver doux (8 °C) et peu de brouillards. 
Pour la période 1971-2000, la température annuelle moyenne est de 14,6 °C, avec une amplitude thermique annuelle de 14,5 °C. Le cumul annuel moyen de précipitations est de 921 mm, avec 5,7 jours de précipitations en janvier et 2,5 jours en juillet. Pour la période 1991-2020, la température moyenne annuelle observée sur la station météorologique de Météo-France la plus proche, « Valbonne-Sophia », sur la commune de Valbonne à 4 km à vol d'oiseau, est de 15,9 °C et le cumul annuel moyen de précipitations est de 920,3 mm. 
La température maximale relevée sur cette station est de 38 °C, atteinte le 24 août 2023 ; la température minimale est de −3,3 °C, atteinte le 11 février 2012,,. 
| Mois                                  | jan.          | fév.            | mars          | avril         | mai           | juin          | jui.            | août        | sep.          | oct.          | nov.            | déc.          | année     |
| ------------------------------------- | ------------- | --------------- | ------------- | ------------- | ------------- | ------------- | --------------- | ----------- | ------------- | ------------- | --------------- | ------------- | --------- |
| Température minimale moyenne (°C)     | 5,9           | 5,7             | 7,7           | 9,8           | 13,5          | 17,1          | 19,6            | 20          | 16,7          | 13,4          | 9,4             | 6,8           | 12,1      |
| Température moyenne (°C)              | 9,1           | 9,3             | 11,4          | 13,7          | 17,5          | 21,3          | 24              | 24,4        | 20,7          | 16,9          | 12,6            | 10            | 15,9      |
| Température maximale moyenne (°C)     | 12,4          | 12,8            | 15,2          | 17,6          | 21,4          | 25,5          | 28,4            | 28,8        | 24,8          | 20,4          | 15,9            | 13,1          | 19,7      |
| Record de froid (°C) date du record   | −1,6 29.01.05 | −3,3 11.02.12   | −2,3 01.03.05 | 1 02.04.22    | 5 06.05.1991  | 8,9 01.06.06  | 12,6 08.07.1996 | 14 23.08.07 | 8,2 28.09.07  | 3,3 28.10.12  | −0,6 23.11.1988 | −2,2 20.12.09 | −3,3 2012 |
| Record de chaleur (°C) date du record | 21,1 11.01.15 | 24,5 15.02.1990 | 26 31.03.15   | 26,8 24.04.23 | 31,3 27.05.22 | 36,2 25.06.17 | 37,4 21.07.23   | 38 24.08.23 | 34,4 03.09.09 | 30,1 14.10.23 | 27,5 14.11.23   | 23,6 11.12.23 | 38 2023   |
| Précipitations (mm)                   | 84,2          | 59,8            | 61,7          | 84,8          | 58,5          | 41            | 18,2            | 28          | 90,6          | 139,9         | 149,3           | 104,3         | 920,3     |

| Diagramme climatique                                  |             |             |             |              |            |              |          |              |               |              |              |
| J                                                     | F           | M           | A           | M            | J          | J            | A        | S            | O             | N            | D            |
| 12,45,984,2                                           | 12,85,759,8 | 15,27,761,7 | 17,69,884,8 | 21,413,558,5 | 25,517,141 | 28,419,618,2 | 28,82028 | 24,816,790,6 | 20,413,4139,9 | 15,99,4149,3 | 13,16,8104,3 |
| Moyennes : • Temp. maxi et mini °C • Précipitation mm |             |             |             |              |            |              |          |              |               |              |              |

Les paramètres climatiques de la commune ont été estimés pour le milieu du siècle (2041-2070) selon différents scénarios d'émission de gaz à effet de serre à partir des nouvelles projections climatiques de référence DRIAS-2020. Ils sont consultables sur un site dédié publié par Météo-France en novembre 2022.

### Intercommunalité
Commune membre de la Communauté d'agglomération de Sophia Antipolis.

## Urbanisme

### Typologie
Au 1er janvier 2024, Roquefort-les-Pins est catégorisée ceinture urbaine, selon la nouvelle grille communale de densité à 7 niveaux définie par l'Insee en 2022.
Elle appartient à l'unité urbaine de Nice, une agglomération intra-départementale dont elle est une commune de la banlieue,. Par ailleurs la commune fait partie de l'aire d'attraction de Nice, dont elle est une commune de la couronne,. Cette aire, qui regroupe 100 communes, est catégorisée dans les aires de 200 000 à moins de 700 000 habitants,.

### Planification
La commune dispose d'un plan local d'urbanisme.
Roquefort-les-Pins peut être découpée en 4 zones d'importance inégale au fur et à mesure que l'on s'approche du centre, soit le quartier du Plan où se situe la mairie : une zone forestière, une zone faiblement habitée, une zone moyennement habitée et une zone dense. La zone dense regroupe les activités administratives, scolaires et commerciales. L'habitat majoritaire est la maison individuelle de style provençal.

### Voies de communications et transports

#### Voies routières
Le village est coupé au sud, d'est en ouest, par un axe important reliant Grasse à Nice qu'est la départementale M2085.

#### Transports en commun
- Transport en Provence-Alpes-Côte d'Azur

Transports à la demande :
deux lignes de bus passent par Roquefort-les-Pins pour rejoindre les villes voisines :
- la ligne 26 (Envibus), réseau des transports publics de la Communauté d'agglomération de Sophia Antipolis[10]., en direction de Valbonne Sophia-Antipolis qui passe dans 11 arrêts de bus ;
- la ligne 500 (Lignes d'azur) en direction de Nice et de Grasse qui passe dans 11 arrêts de bus et 2 arrêts uniquement en sens unique.

## Histoire
Au XIe siècle, le fief est possédé par les seigneurs d'Antibes qui le vendent à l'Abbaye de Lérins, mais en 1241, l'abbé de Lérins, du fait de l'endettement important que connait alors l'abbaye, est contraint de vendre la seigneurie de Roquefort-les-Pins aux habitants de Saint-Paul-de-Vence pour le prix de 16 000 sols raimondi, l'abbaye restant propriétaire de la chapelle de San Peyre.
En 1547, à la suite des guerres et des épidémies, la communauté de Saint-Paul, pour repeupler le lieu divise le fief de Roquefort en 400 lots qu'elle distribue par tirage au sort à 400 particuliers tenus de payer pendant 9 ans un bail annuel de 9 florins et demi. Ce lotissement durera jusqu'en 1640 date à laquelle la seigneurie de Roquefort est rachetée par les Alziari et les Mougins.
Le 5 avril 1790, Roquefort qui compte alors 590 habitant est séparé de Saint-Paul-de-Vence et forme une commune indépendante.
Une école de garçons est créée en 1800 et une école de filles en 1865. En 1899, les eaux du Foulon arrivent à Roquefort et en 1928 commence l'électrification de la commune.
En 1932, Roquefort prend le nom de Roquefort-les-Pins pour éviter la confusion avec des communes homonymes.
Depuis plus d'une dizaine d'années, la commune poursuit une politique de rénovation et d'amélioration de ses infrastructures. Mais également de développement urbain, d'une part pour répondre à la croissance démographique et, d'autre part, satisfaire un certain quota de logements sociaux. Ainsi, de nouveaux quartiers sont apparus, notamment un « centre de village » avec logements et commerces, jusqu'ici inexistant. En revanche, cette politique est depuis quelques années affectée par une baisse des dotations de l'État.
Une ancienne carrière, dite La Roque, propriété de la SPADA et localisée aux limites communales de Valbonne et de Villeneuve-Loubet, déchaîne les passions après l'intention du Conseil général en 2009 d'y implanter un centre d'enfouissement de déchets inertes. Si les entreprises du bâtiment soutiennent largement le projet, une bonne partie des habitants de Roquefort-les-Pins demeurent, eux, hostiles. Après le scandale environnemental de la décharge de la Glacière sur Villeneuve, un courant de scepticisme sur les bonnes intentions des autorités s'est installé. Pour lutter contre la future décharge de la Roque, une association apolitique s'est formée : l'ADEV06. Malgré ses nombreux recours au Tribunal administratif de Nice, qui ont permis de retarder sa création, la décharge fonctionne désormais depuis 2013 avec l'autorisation préfectorale au titre de « station de transit provisoire ».

## Politique et administration

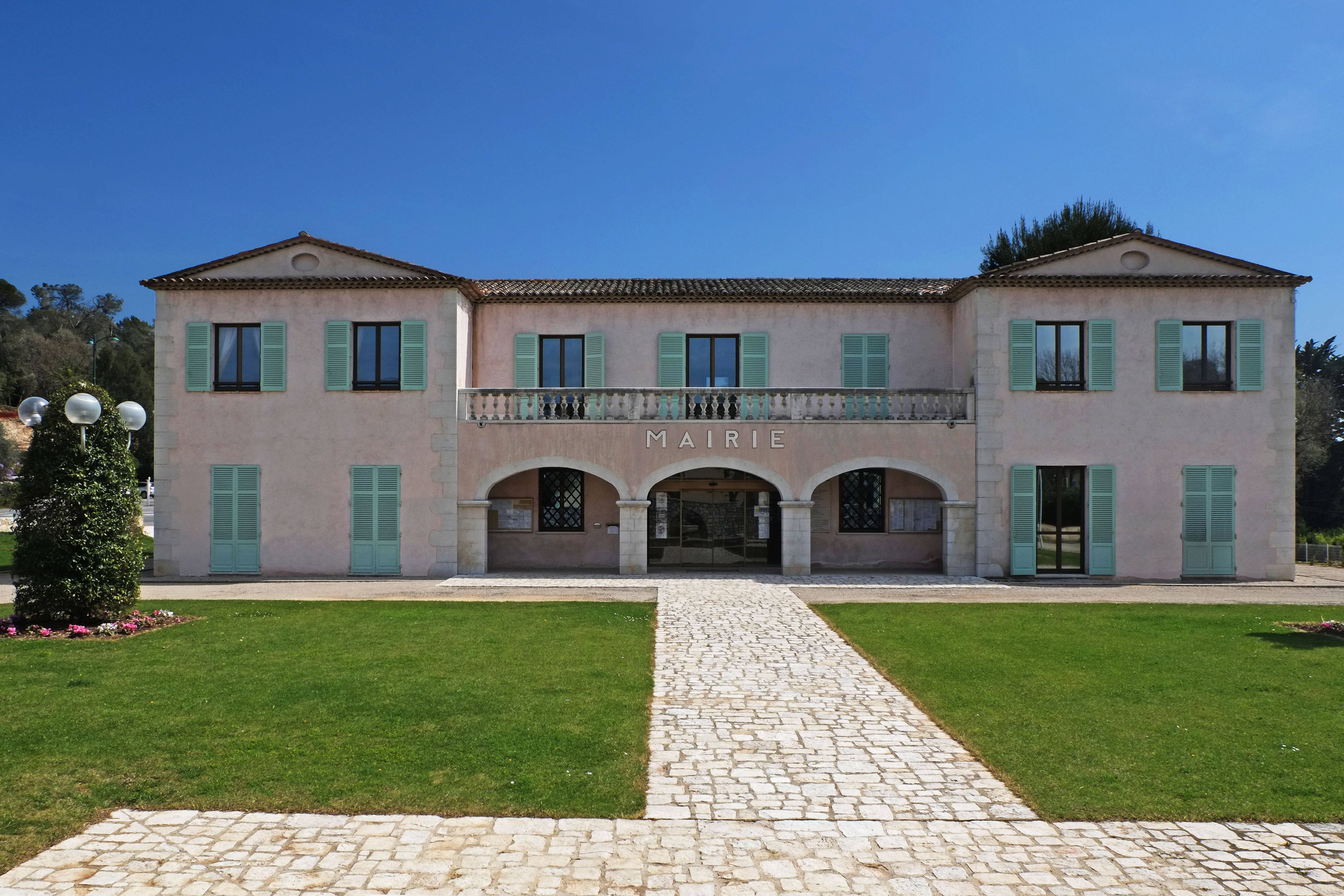
La mairie.

### Tendances politiques et résultats
La commune vote majoritairement à droite autant lors des élections nationales que municipales, comme une bonne partie des Alpes-Maritimes. Michel Rossi, maire depuis 31 ans et sous étiquette UMP depuis 2002, prouve cette tendance au niveau local. Malgré une érosion de son électorat, au profit d'une opposition sans étiquette, Energie pour l'Avenir, il reste populaire. À la suite d'une violente guerre juridique entre majorité et opposition, l'opposant Jean-Hugues Fischer jette l'éponge et ne se représente pas aux élections municipales de 2014, laissant de fait le maire sortant seul candidat en lice.

## Population et société

### Démographie

#### Évolution démographique
L'évolution du nombre d'habitants est connue à travers les recensements de la population effectués dans la commune depuis 1793. Pour les communes de moins de 10 000 habitants, une enquête de recensement portant sur toute la population est réalisée tous les cinq ans, les populations de référence des années intermédiaires étant quant à elles estimées par interpolation ou extrapolation. Pour la commune, le premier recensement exhaustif entrant dans le cadre du nouveau dispositif a été réalisé en 2007.

En 2022, la commune comptait 7 284 habitants, en évolution de +8,8 % par rapport à 2016 (Alpes-Maritimes : +2,85 %, France hors Mayotte : +2,11 %).
| 1793 | 1800 | 1806 | 1821 | 1831 | 1836 | 1841 | 1846 | 1851 |
| ---- | ---- | ---- | ---- | ---- | ---- | ---- | ---- | ---- |
| 611  | 611  | 710  | 751  | 803  | 771  | 770  | 756  | 812  |

| 1856 | 1861 | 1866 | 1872 | 1876 | 1881 | 1886 | 1891 | 1896 |
| ---- | ---- | ---- | ---- | ---- | ---- | ---- | ---- | ---- |
| 787  | 760  | 719  | 676  | 655  | 628  | 580  | 587  | 558  |

| 1901 | 1906 | 1911 | 1921 | 1926 | 1931 | 1936 | 1946 | 1954 |
| ---- | ---- | ---- | ---- | ---- | ---- | ---- | ---- | ---- |
| 550  | 600  | 529  | 454  | 548  | 569  | 477  | 494  | 687  |

| 1962  | 1968  | 1975  | 1982  | 1990  | 1999  | 2006  | 2007  | 2012  |
| ----- | ----- | ----- | ----- | ----- | ----- | ----- | ----- | ----- |
| 1 123 | 1 575 | 2 507 | 3 432 | 4 714 | 5 239 | 6 058 | 6 175 | 6 222 |

| 2017  | 2022  | - | - | - | - | - | - | - |
| ----- | ----- | - | - | - | - | - | - | - |
| 6 762 | 7 284 | - | - | - | - | - | - | - |

### Pyramide des âges
En 2021, le taux de personnes d'un âge inférieur à 30 ans s'élève à 32,1 %, soit au-dessus de la moyenne départementale (31,0 %). À l'inverse, le taux de personnes d'âge supérieur à 60 ans est de 27,9 % la même année, alors qu'il est de 31,0 % au niveau départemental.
En 2021, la commune comptait 3 539 hommes pour 3 737 femmes, soit un taux de 51,36 % de femmes, légèrement inférieur au taux départemental (52,74 %).
Les pyramides des âges de la commune et du département s'établissent comme suit :
| Hommes | Classe d’âge | Femmes |
| ------ | ------------ | ------ |
| 0,9    | 90 ou +      | 1,8    |
| 9,0    | 75-89 ans    | 9,9    |
| 17,3   | 60-74 ans    | 16,9   |
| 23,5   | 45-59 ans    | 24,1   |
| 15,0   | 30-44 ans    | 17,3   |
| 13,0   | 15-29 ans    | 10,9   |
| 21,3   | 0-14 ans     | 19,1   |

| Hommes | Classe d’âge | Femmes |
| ------ | ------------ | ------ |
| 1,1    | 90 ou +      | 2,6    |
| 9,5    | 75-89 ans    | 12,2   |
| 17,6   | 60-74 ans    | 18,7   |
| 20,3   | 45-59 ans    | 19,9   |
| 18,1   | 30-44 ans    | 17,5   |
| 16,5   | 15-29 ans    | 14,6   |
| 16,8   | 0-14 ans     | 14,4   |

### Enseignement
Établissements d'enseignements :
- Collège, école primaire et maternelle, garderie.
- École privée religieuse.
- Collège.
- Lycées à Valbonne, Vence.

### Santé
Professionnels et établissements de santé :
- Médecins à Le Rouret, La Colle-sur-Loup,
- Parmacies à Le Rouret, La Colle-sur-Loup,
- Centre médical, dentiste, podologue, orthophoniste, infirmières.
- Hôpitaux à Le Rouret, Villeneuve-Loubet.

### Cultes
- Culte catholique, Paroisse Saint Pierre du Brusc[20], Diocèse de Nice.

## Économie et activités

### Entreprises et commerces

#### Agriculture
Roquefort-les-Pins est une station climatique fort prisée d'où son caractère résidentiel et agricole.
- Élevage d'ovins et de caprins.
- Élevage de volailles.
- Reproduction de plantes.

#### Tourisme
- Chambres d'hôtes et gîtes[21].
- Hôtellerie et restauration.
- Auberge.

#### Commerces et services
- Commerces et services[22] : magasins, épiceries, salons de coiffure, bureautique, pharmacies, tabac-presses, droguerie, pépinière.
- Industrie : miroiterie,
- Services à la personne.
- Stations essences.
- Agences immobilières, expert-géomètre.
- Cabinet d'avocats.
- Agence postale (La Poste).
- Pompiers et gendarmerie.
- Équipements culturels et sportifs :
  - Cinéma.
  - Médiathèque.
  - Salle polyvalente.
  - Centre hippique.
  - Centre sportif.
  - Associations et clubs.

### Budget et fiscalité 2019
En 2019, le budget de la commune était constitué ainsi :
- total des produits de fonctionnement : 9 056 000 €, soit 1 317 € par habitant ;
- total des charges de fonctionnement : 8 105 000 €, soit 1 179 € par habitant ;
- total des ressources d'investissement : 974 000 €, soit 142 € par habitant ;
- total des emplois d'investissement : 2 406 000 €, soit 350 € par habitant ;
- endettement : 4 224 000 €, soit 614 € par habitant.

Avec les taux de fiscalité suivants :
- taxe d'habitation : 15,17 % ;
- taxe foncière sur les propriétés bâties : 13,07 % ;
- taxe foncière sur les propriétés non bâties : 36,02 % ;
- taxe additionnelle à la taxe foncière sur les propriétés non bâties : 0,00 % ;
- cotisation foncière des entreprises : 0,00 %.

Chiffres clés Revenus et pauvreté des ménages en 2017 : médiane en 2017 du revenu disponible, par unité de consommation : 31 440 €.
En 2010, le revenu fiscal médian par ménage était de 50 667 €, ce qui plaçait Roquefort-les-Pins au 260e rang parmi les 31 525 communes de plus de 39 ménages en métropole et au premier rang du département des Alpes-Maritimes. Elle était la ville la plus riche du département des Alpes-Maritimes au niveau du revenu par habitant et du nombre de ménages soumis à l'IFI.

## Patrimoine et culture locale

### Lieux et monuments
- Vestiges romains et gallo-romains au quartier du Castellas[26].
- Ruines du château de Roquefort, témoin d'une résistance acharnée contre les tenants de Saint-Paul.
- Sites archéologiques :
  - Site La Charlotte - La Réserve - La Péguière - Les sept Fonts[27].
  - Site Vallées du Loup, de la Cagne et du Malvan[28].
  - Dépôts d'armes du VIe siècle av. J.C. (Le dépôt de la Source du Noyer)[29].
  - Site Grotte Péguière[30].
  - Dolmen des Peyraoutes[31].
  - Grotte du Tram[32].
  - Le Sinodon[33].
- Ancien viaduc des Sept-fonts (1913) (circuit de tramway qui reliait Cagnes à Grasse)[11].
- Grotte de la chèvre d'or : sur le chemin de La Colle se trouve la grotte de la Chèvre d’or[34]. Selon une légende, lors d’une guerre entre le seigneur de Roquefort et celui de Gap, une chèvre en or avec des yeux de diamant aurait été cachée dans cette grotte[11]. La légende de la chèvre d'or est très répandue en Provence et dans le Dauphiné[35].

Patrimoine religieux :
- Église Notre-Dame de Canlache[36] : la chapelle Notre-Dame-de-Canlache est mentionnée en 1351. L'église actuelle qui date de 1690, a été agrandie en 1865[37].
- Église du Sacré Cœur de Roquefort-les-Pins.
- Église Saint-Arige de Roquestéron.
- Église Saint-Étienne de Roubion.
- Chapelle de la "congrégation du Rosaire" au cimetière.
- Grotte chapelle du Colombier[38].
- Domaine de  Maria-Mater, foyer de charité[39], le petit Montmartre, sanctuaire du Sacré-Cœur de Jésus, avec sa crypte[40].
- Monument aux morts[41] : Conflits commémorés : 1870-1871-  1914-1918 - 1939-1945[42].

### Héraldique
| Blason de Roquefort-les-Pins | Blason  | D’azur au roc d’argent mouvant de la pointe, surmonté d’une épée renversée du même, accostée de deux pommes de pin d’or. |
| Blason de Roquefort-les-Pins | Détails | Le statut officiel du blason reste à déterminer.                                                                         |

### Manifestations
La commune accueille comme manifestation principale, le Roquefort Auto Moto Rétro, le rendez-vous incontournable de l'auto et de la moto de collection de la Côte d'Azur. Cette manifestation se tient deux fois dans l'année, au printemps et à l'automne.

## Personnalités liées à la commune
- Le peintre Carlos-Reymond et son épouse Marthe Lebasque ont vécu à Roquefort-les-Pins.
- Le sculpteur César Baldaccini a séjourné un temps à Roquefort-les-Pins. La ville lui a d'ailleurs rendu hommage en baptisant son collège Collège César le 4 octobre 2010.
- Le chanteur du groupe INXS, Michael Hutchence, y possédait une propriété.
- Le peintre Roland Chanco vit à Roquefort-les-Pins.
- Wim Sonneveld, un artiste de cabaret néerlandais qui acheta la « Bergerie de Notre-Dame » à Roquefort-les-Pins et y résida.
- Juliette Favez-Boutonier, psychologue et universitaire, y est née en 1903.